# Jamaat-ul-Mujahideen Bangladesh
Jamaat-ul-Mujahideen Bangladesh (JMB, bengalisch জামাত-উল-মুজাহিদীন বাংলাদেশ, „Versammlung der Mudschahedin von Bangladesch“) ist eine islamistische Gruppierung in Bangladesch. Sie ist verantwortlich für zahlreiche Terroranschläge auf andersdenkende Muslime und Nichtmuslime. Die Organisation wurde 1998 gegründet und ist seit 2005 offiziell in Bangladesch verboten, jedoch weiter im Untergrund aktiv. Die Verbindungen und Abgrenzungen zu anderen islamistischen Terrororganisationen sind intransparent.

## Geschichte
Über JMB sind nicht sehr viele Details bekannt. Die Organisation wurde im Jahr 1998 durch Scheich Abdur Rahman, einen bangladeschischen, in Saudi-Arabien ausgebildeten islamischen Prediger und früheren Aktivisten von Bangladesh Jamaat-e-Islami in Palampur (Division Dhaka, Bangladesch) gegründet. Ziel der Gruppe ist die Errichtung eines islamischen Staatswesens und die Einführung der Scharia. Als Mittel zur Erreichung dieser Ziele wird der bewaffnete Kampf proklamiert. Die Demokratie als Staatsform wird als unislamisch abgelehnt. Einer weiteren Öffentlichkeit wurde die Gruppe im Mai 2002 bekannt, als acht ihrer Mitglieder in Parbatipur (Distrikt Dinajpur) verhaftet wurden und gleichzeitig improvisierte Benzinbomben und Dokumente zu den Aktivitäten und Zielen von JMB sichergestellt wurden. Die sichergestellten Unterlagen zeigten, dass JMB in ganz Bangladesch verschiedene Trainingscamps und dazu Stützpunkte in islamischen Einrichtungen unterhielt bzw. aufbaute. Nachdem es am 13. Februar 2003 zu einer Bombenexplosion in Dinajpur und am 14. August 2003 zu einem Feuergefecht mit Polizeieinheiten in Joypurhat gekommen war, bei denen JMB involviert war, ordnete die damalige Premierministerin Khaleda Zia verstärkte Polizeimaßnahmen gegen JMB an. Die Gruppe wurde allerdings nicht verboten. Mitverantwortlich für die bemerkenswert indifferente Haltung der bangladeschischen Regierung war der Umstand, dass zu dieser Zeit eine Koalitionsregierung zwischen Bangladesh Nationalist Party (BNP) und der islamistischen Jamaat-e-Islami regierte. Ein endgültiges Verbot von JMB erfolgte erst am 23. Februar 2005 nach weiteren JMB-Aktionen. Auch im Vereinigten Königreich, wo eine große Gemeinde von eingewanderten Bangladeschern lebt, wurde die Organisation im Juli 2007 auf die Liste der verbotenen Terrororganisationen gesetzt. Im indischen Bundesstaat Assam, wo viele Bengalen und zugewanderte Bangladescher leben und wohin mutmaßlich JMB-Aktivisten über die Grenze einsickern, werden die Aktivitäten von JMB seit spätestens dem Jahr 2014 von den Sicherheitskräften beobachtet.

Der Bombenangriff vom 17. August 2005

Am 17. August 2005 kam es zu einem großangelegten Angriff von JMB auf die staatliche Ordnung von Bangladesch, als nahezu simultan 463 Sprengsätze in 63 der 64 Distrikte Bangladeschs explodierten. Bei den Sprengsätzen handelte es sich um kleine, „hausgemachte“ Bomben in Blechbehältern, die mit Zeitzündern versehen waren. In der Hauptstadt Dhaka explodierten insgesamt 28 Sprengladungen, unter anderem am Amtssitz der Premierministerin, am Flughafen, an der Universität, der US-amerikanischen Botschaft und der Bangladesh Bank. Der Terror richtete sich primär gegen Regierungseinrichtungen (Gebäude, Infrastruktureinrichtungen) und die Bomben zeigten eine vergleichsweise geringe Sprengwirkung, weswegen es verhältnismäßig wenig Todesopfer gab (2 Tote und etwa 100 Verletzte).  Die Regierung von Khaleda Zia beschuldigte zunächst den Mossad und den indischen Geheimdienst als Urheber, erklärte dann aber schließlich, dass JMB für die Anschläge verantwortlich sei. An den Orten der Explosionen wurden Flugblätter in bengalischer und arabischer Sprache gefunden, in denen die Einführung der Scharia und die Abschaffung der „von Menschenhand gemachten Gesetze“ gefordert wurde. Hunderte Verhaftungen folgten und mehrere Führungspersonen von JMB wurden angeklagt und zum Teil zum Tode verurteilt. Am 30. März 2007 wurde auch Abdur Rahman zusammen mit fünf anderen Führungskadern der JMB hingerichtet. Die Führung der Untergrundorganisation übernahm seitdem Maulana Saidur Rahman. Am 26. Mai 2010 wurde auch Saidpur Rahman mit anderen JMB-Kadern festgenommen.

### Entwicklung nach 2010
In den folgenden Jahren ereigneten sich wiederholt Bombenanschläge an verschiedenen Orten seitens JMB, die Dutzende Tote forderten. Nach Einschätzung der Sicherheitskräfte hat sich JMB in den Jahren nach 2010 in zwei hauptsächliche Fraktionen aufgespalten, die „alte JMB“ und die „neue JMB“ oder „neo-JMB“. In der ersteren haben sich die alten Kader gesammelt während die letztere Verbindungen zur Terrororganisation Islamischer Staat aufgenommen und einen wesentlich radikaleren Weg eingeschlagen hat. Die Geiselnahme in Dhaka 2016, bei der neben den Geiselnehmern 20 Geiseln und 2 Polizisten starben, wurde der neuen JMB zur Last gelegt. Im August 2016 gab die die „alte JMB“ bekannt, dass Salauddin Ahmed („Salehin“), der wegen Mordes an einem Christen zum Tode verurteilt worden war, aber aus dem Gefängnis befreit wurde, neuer Ameer (Emir, Führer) der Organisation sei. Als Führer der „neuen JMB“ galt der in Kanada lebende Exil-Bangladescher Tamim Chowdhury, der bei einer Polizeirazzia in Dhaka am 27. August 2016 ums Leben kam.
Während die alte JMB ihr Aktivisten hauptsächlich aus Angehörigen der einfachen Landbevölkerung rekrutiert habe, die in der Madrasa indoktriniert worden waren, rekrutiere die neue JMB ihr Personal vielfach aus der gebildeten Mittel- und Oberschicht.
Die personelle Stärke von JMB in Bangladesch wird ganz verschieden eingeschätzt. Die Schätzungen reichen von etwa 100 bis zu 10.000 Aktivisten, und weiteren 1000 bis zu 100.000 zeitweiligen Unterstützern.
Zur Finanzierung der JMB-Aktivitäten ist der Öffentlichkeit wenig bekannt. Es wird angenommen, dass JMB zumindest früher Geldgeber in den arabischen Golfstaaten hatte und dass es Unterstützer in Pakistan gibt. Die alte JMB finanziert sich nach Polizeiangaben wesentlich aus Raubüberfällen.